# Хисторида
Хисторида је личност из грчке митологије.

## Етимологија
Њено име значи „добро обавештена“.

## Митологија
Била је Тиресијина кћерка, која је служила Алкмену. Када се Алкмена порађала, Фармакиде су је спречавале да роди Херакла. Хисторида се тада послужила лукавством; ускликнула је глумећи да се Алкмена ипак породила. Богиње су се повукле, омогућујући тиме да се Алкмена заиста породи. О њој је писао Паусанија, али су други аутори овај пријатељски чин приписивали Галинтијади.

## Биологија
Латинско име ове личности (Historis) је назив за род лептира.